# Армігер
У геральдиці армігер - це особа, яка має право використовувати герб за спадковим правом, наданням, отриманням або прийняттям герба. Про таку людину кажуть, що вона армігерована. Сім'я або клан також.

## Етимологія
Латинське слово armiger буквально означає «гербоносець». У класичній та пізньосередньовічній Англії це слово стосувалось есквайра, який належав до лицарів і мав власний унікальний герб.
Армігер також використовувався як латинський когномен, і в даний час зустрічається як рідкісне прізвище в англомовних країнах.

## Сучасний період
Сьогодні термін " армігер" чітко визначений лише в межах юрисдикцій, таких як Канада, Республіка Ірландія, Іспанія та Велика Британія, де геральдика регулюється державою або геральдичним органом, таким як Геральдична палата, Головний геральд Канади, суд лорда Ліона або канцелярія головного герольда Ірландії. Людина може мати право армігерства або шляхом перевіреного (і, як правило, агнатичного) походження від особи, яка має право на герб, або внаслідок надання герба. Недостатньо лише спільного використання одного і того ж прізвища армігера.
Здебільшого використання гербів регулюється законодавчими обмеженнями; ці обмеження не залежать від статусу авторського права та не залежать від зображення герба. Герб представляє його власника. Хоча він може бути вільно представлений, його не можна привласнити або використовувати таким чином, щоб створити плутанину або упередження щодо його власника.
У Нідерландах шляхетські титули регулюються законом, а геральдика - ні. У Швеції та Фінляндії шляхта з 1762 р. має прерогативу використовувати відкритий шолом, тоді як інші використовують закритий шолом.

## Подальше читання
- Косс, Пітер Р. "Лицарі, есквайри та витоки соціальної градації в Англії". Угоди Королівського історичного товариства, шоста серія, 5 (1995): 155-78.